# Nijemi svjedok
Nijemi svjedok (izdan 1937.) je kriminalistički roman Agathe Christie s Herculeom Poirotom i Satnikom Hastingsom u glavnim ulogama.

## Radnja
Simpatični foksterijer Bob prilično je napastan kad mu se posjetitelj sviđa... ili kad mu želi nešto reći. Od prvog dana takav je prema Herculeu Poirotu, koji je sa svojim vjernim Hastingsom u posjetu na imanju gospođe Emily Arundel, Bobove vlasnice. Emily ima dvije nećakinje i nećaka, koji ne skrivaju da očekuju bogato nasljedstvo poslije njezine smrti. Charles, koji se bavi utrkama čamcem, čini se najnestrpljiviji. Njegova sestra Theresa jedva čeka novac kojim bi popravila kuću, a nećakinja Bella, udana za liječnika Grka treba novac kako se s obitelji ne bi morala seliti u Grčku, jer je njezin muž u Engleskoj izgubio posao. Kad gospođa Emily doživi nesreću, nikome to nije sumnjivo, osim Poirotu. No Bob je jedini koji zna istinu. A kad stara gospođa umre od trovanja, Poirot se okrivljuje što nije spriječio zločin. Bob je ponovno jedini koji zna istinu, a Poirot je jedini koji će razumjeti njegov jezik. Osim nećaka, motiv za ubojstvo možda imaju i družbenica Wilhelmina, te dr. Grainger, koji gospođu Arundel liječi od jetrenih tegoba...

## Ekranizacija
Ekraniziran je u šestoj sezoni (1994.–96.) TV serije Poirot s Davidom Suchetom u glavnoj ulozi.

## Poveznice
- Nijemi svjedok  Arhivirana inačica izvorne stranice od 14. srpnja 2014. (Wayback Machine) na Agatha-Christie.net, najvećoj domaćoj stranici obožavatelja Agathe Christie